# Kudi-Tranchang
Das Kudi-Tranchang ist ein Hiebschwert, das in Malaysia und Java als Waffe und Werkzeug benutzt wurde.

## Geschichte
Von den Stämmen Malaysias und Javas entwickelt, die ihm magische Kräfte zuschrieben, diente das Kudi-Tranchang sowohl als Werkzeug für Holzschnitzer als auch als Kriegswaffe. Dementsprechend gibt es so viele Versionen, dass es schwierig sein kann, diese einzuordnen.

## Beschreibung
Die Klinge des Kudi-Tranchang ähnelt oft einem stilisierten Vogelkopf, doch unter den vielen verschiedenen Formen des Schwertes gibt es auch schmetterlingsähnliche Klingen. Die hier als Beispiel beschriebene Klinge ist vom Heft (Griff) an gerade und biegt nach etwas mehr als der Hälfte nach unten ab, wo sie schmaler wird und in einer Art Vogelschnabel spitz zuläuft. Von der Klinge geht an der oberen Seite ein Sporn ab, der sich gebogen und nicht scharf zur Klinge zurückdreht (siehe Bild). Unterhalb dieses Sporns und darauf sind zur Verzierung kleine Löcher angebracht. Das Heft des Kudi-Tranchang besteht meist aus Holz und ist durch Schnitzereien verziert; die Scheiden werden ebenso meist aus dem Holz des Kajo-Baums gefertigt und sind oft verziert. Die Kudi Tranchang waren wegen ihrer, im Glauben der Indonesier, magischen Kräfte geschätzte Waffen.